# Rosenhagen (Satow)
Rosenhagen ist ein eingemeindeter Ort der amtsfreien Gemeinde Satow im Landkreis Rostock im Bundesland Mecklenburg-Vorpommern (Deutschland).

## Geografische Lage
Rosenhagen liegt etwa 20 Kilometer südwestlich der Hansestadt Rostock in einem zum Teil hügeligen Gebiet mit dem Krähenberg (110 m ü. NHN) als höchste Lage.

## Geschichte
Funde aus der mittleren Steinzeit belegen eine alte Besiedelung. Das eigentliche Dorf lag in der Feldmark am „Jägerholz“ etwa einen Kilometer entfernt und wurde im Dreißigjährigen Krieg dem Erdboden gleichgemacht. Rosenhagen wurde 1224 als eines von vier Hagendörfern in einer Urkunde der Kirche Satow erwähnt. Hagedorf leitet sich von dem Begriff hag ab und beschreibt, dass das Dorf von Hecken eingehegt war.

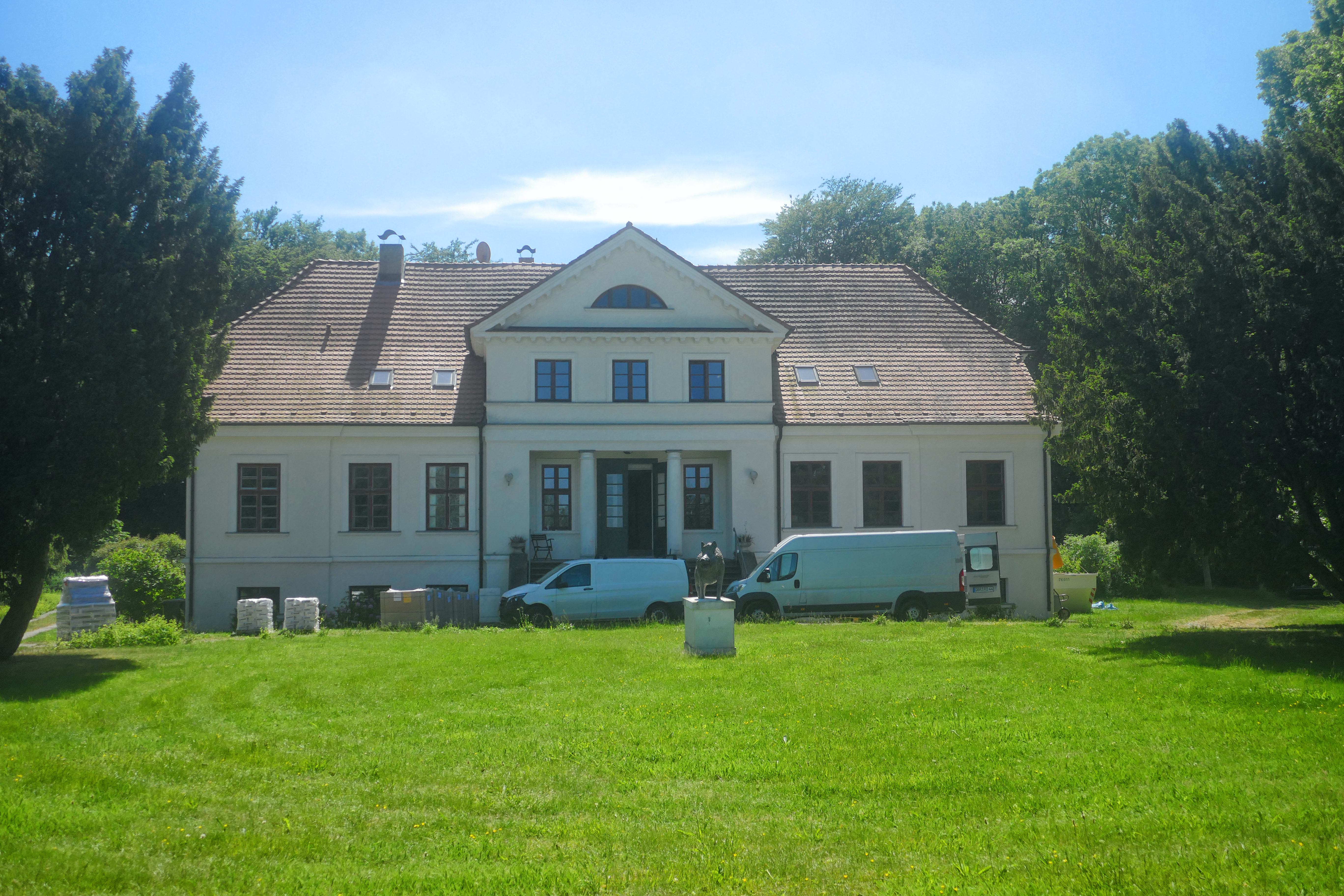
Gutshaus Rosenhagen

Überlebende Bauern haben sich um 1670 wieder angesiedelt. Ab 1700 wurde Rosenhagen Lehngut und die Familie von Storch verkaufte das Gut 1802 an den dänischen Kammerjunker Cord Peter von Restorff. Das Gutshaus, dessen Planung dem Architekten und Landesbaumeisters Carl Theodor Severin zugeschrieben wird, wurde 1833 errichtet. Der Familie von Restorff gehörte auch das Gut Radegast mit dem dazugehörigen Dorf Steinhagen. Die Familie von Restorff wurde 1945 enteignet und aus dem Landkreis verwiesen.
Seit 1994 ist das Gutshaus in privater Hand. 